# Stefania Croce

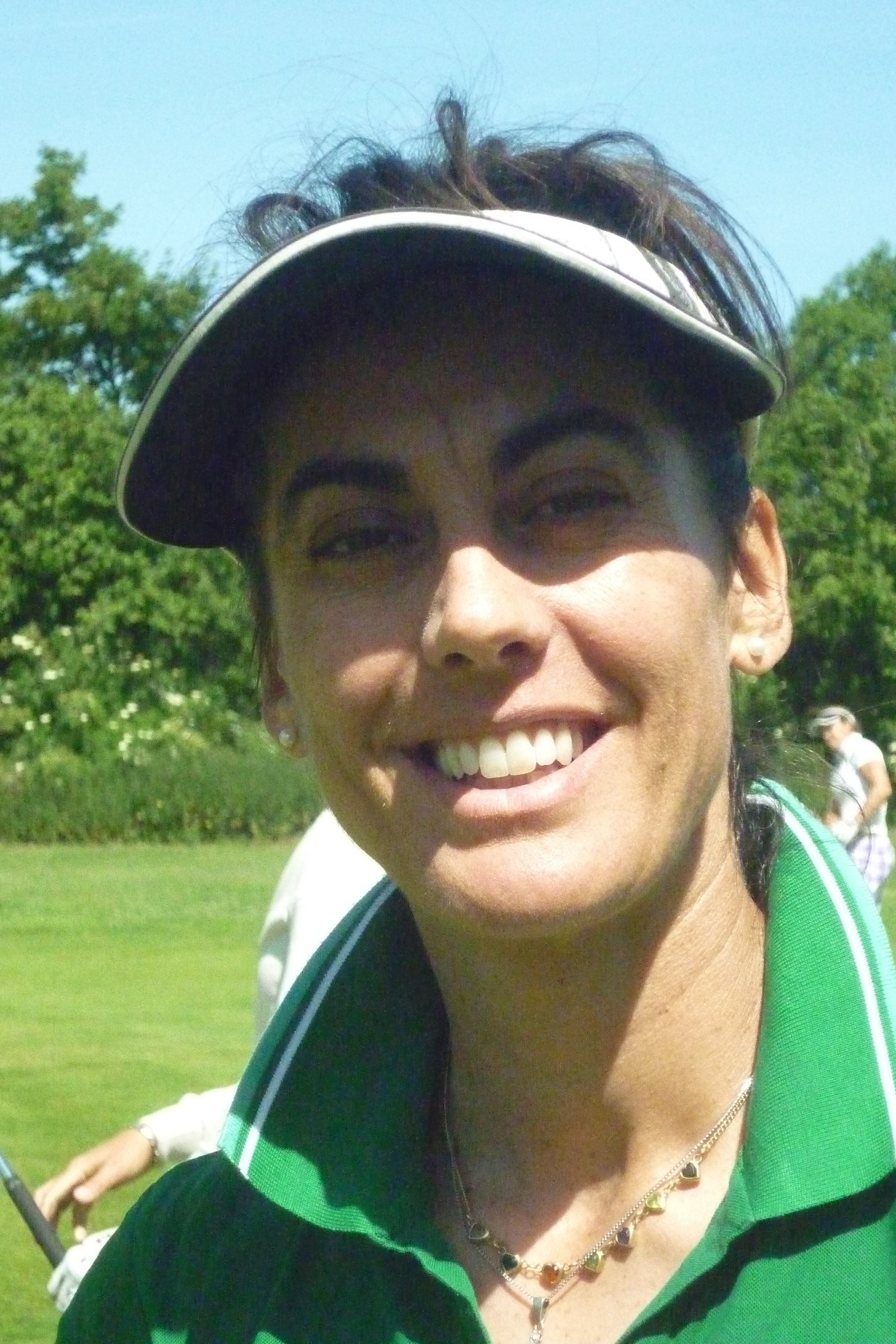
Ladies Open op Broekpolder, 2011

Stefania Croce (Bergamo, 17 mei 1970) is een Italiaans  professioneel golfer, die sinds het einde van de tachtiger jaren op de Ladies European Tour speelt.
Croce werd in 1989 professional. In 1992 behaalde zij haar enige professionele overwinning.

In 1993 kwalificeerde Croce zich voor de Amerikaanse Tour. Haar beste resultaat aldaar was in 2000, toen zij op de tweede hole de play-off van Juli Inkster verloor bij het LPGA Championship.
In 2004 concentreerde zij zich weer op de Europese Tour. Zij heeft altijd goed genoeg gespeeld om haar tourkaar automatisch te verlengen.

## Gewonnen
Nationaal
- 2009: PGA Kampioenschap

Ladies European Tour
- 1992: Ford Ladies' Classic